# 2,3,3,3-Tetrafluorpropen
2,3,3,3-Tetrafluorpropen oder HFO-1234yf (nach ASHRAE-Nomenklatur R1234yf, Handelsname z. B. Solstice) ist eine chemische Verbindung aus der Stoffgruppen der Hydrofluorolefine.

## Gewinnung und Darstellung
Eine Darstellung der Verbindung ist in mehreren Stufen, ausgehend von 1,2,3-Trichlorpropan, möglich. Dabei wird zunächst über Eliminierung und anschließende Addition das mittlere Fluoratom eingeführt. Nach Bildung eines Tetrachlor-Fluorpropans durch Chlorierung im Sonnenlicht wird die Verbindung teilweise fluoriert. In den letzten Schritten wird zunächst durch Dehydrohalogenierung 3-Chlor-2,3,3-trifluorpropen und 3,3-Dichlor-2,3-difluorpropen dargestellt, die mit Antimonpentafluorid zu 2,3,3,3-Tetrafluorpropen umgesetzt werden.
Hergestellt wird R1234yf ausschließlich von Chemours (ehemals DuPont) und Honeywell, die ein Patent besitzen.

## Eigenschaften

### Physikalische Eigenschaften
2,3,3,3-Tetrafluorpropen ist ein brennbares, farbloses Gas mit schwachem Eigengeruch. Die Dampfdruckfunktion ergibt sich nach Antoine entsprechend log10(P) = A−(B/(T+C)) (P in bar, T in K) mit A = 4,555, B = 1099 und C = −2,180 im Temperaturbereich von −50 bis 30 °C. Die kritische Temperatur liegt bei 95 °C, der kritische Druck bei 33,82 bar.

### Chemische Eigenschaften
Im Gegensatz zu chlorhaltigen Kohlenwasserstoffen ist es nicht ozonabbauend und schädigt damit die Ozonschicht nicht. Auch sein Treibhauspotential ist gering und beträgt = 4 (bezogen auf 100 Jahre, Kohlenstoffdioxid = 1). Es steht damit im Gegensatz zu anderen Fluorkohlenwasserstoffen wie 1,1,1,2-Tetrafluorethan mit einem Treibhauspotential von rund 1500. Der Grund hierfür liegt im schnellen Abbau von 2,3,3,3-Tetrafluorpropen, seine mittlere Lebenszeit in der Atmosphäre beträgt nur etwa 12 Tage. Es reagiert dabei vor allem mit den reaktiven Hydroxy-Radikalen in der Atmosphäre, wobei es sich zunächst zu Trifluoracetylfluorid und durch Hydrolyse schließlich zur stabilen Trifluoressigsäure abbaut.
Die Verbrennung an trockener Luft führt zu Fluorwasserstoff, Fluorphosgen und Kohlendioxid, an feuchter Luft nur zu Fluorwasserstoff und Kohlendioxid.
{\displaystyle {\ce {2 C3H2F4 + 5 O2 -> 4 HF + 2 F2CO + 4 CO2}}}
{\displaystyle {\ce {2 C3H2F4 + 5 O2 + 2 H2O -> 8 HF + 6 CO2}}}

### Sicherheitstechnische Kenngrößen
2,3,3,3-Tetrafluorpropen bildet brennbare Gas-Luft-Gemische und wird als hochentzündlich eingestuft. Der Explosionsbereich liegt zwischen 6,2 Vol.‑% als untere Explosionsgrenze (UEG) und 12,3 Vol.‑% als obere Explosionsgrenze (OEG). Eine zweite Quelle gibt einen Bereich von 6,7 Vol.‑% bis 11,7 Vol.‑% an. Die Selbstentzündungstemperatur liegt zwischen 400 °C und 405 °C. Bei der Verbrennung wird giftiger und ätzender Fluorwasserstoff sowie Carbonylfluorid (COF2) frei.

## Verwendung
Neben Kohlenstoffdioxid wird 2,3,3,3-Tetrafluorpropen als Ersatzstoff für 1,1,1,2-Tetrafluorethan als Kältemittel in Klimaanlagen verwendet. Es ist wegen seiner Entflammbarkeit und den gefahrenreichen Verbrennungsprodukten Fluorwasserstoff und Carbonylfluorid umstritten.

## Sicherheit
Sowohl für die Vereinigung zur Förderung des Deutschen Brandschutzes als auch für den Deutschen Feuerwehrverband ändert sich an der Gefährdungslage durch das neue Kältemittel im Fahrzeug nichts. Hingegen fordert der erst von einigen Jahren gegründete Berufsverband Feuerwehr wegen der mit diesem Stoff verbundenen Gefahren ein Verwendungsverbot. In der Schweiz lehnte der Bundesrat ein Verwendungsverbot ab mit der Begründung, andere vergleichbare Stoffe seien ähnlich risikobehaftet, würden aber dank technischer Schutzvorkehrungen schon jahrzehntelang sicher eingesetzt; das gelte auch für Tetrafluorpropen. Ein einzelnes Land könne der internationalen Automobilindustrie keinen Technologiewechsel aufzwingen und der hohe Preis sowie die Risiken von Tetrafluorpropen würden dafür sorgen, dass es nur zum Einsatz gelangt, wo keine Alternative besteht.
Daimler gab im September 2012 bekannt, das neue Kältemittel R1234yf nicht weiter einsetzen zu wollen, da jenes zu gefährlich sei. Bei eigenen Untersuchungen nach hausinternen Standards habe sich herausgestellt, dass sich das Mittel im heißen Motorraum entzündet. Dies könne jederzeit reproduzierbar demonstriert werden. Anfang Oktober 2012 unterstrich Daimler die Wichtigkeit dieser Ergebnisse dadurch, dass für alle mit R1234yf befüllten Fahrzeuge ein Rückruf in die Werkstätten erfolgte. Es wurde eine Rückbefüllung mit R134a vorgenommen, für das die EU eine Ausnahmegenehmigung aufgrund von Lieferengpässen bis 31. Dezember 2012 erteilt hatte.
Auch der Volkswagen-Konzern gab in einer Branchenkonferenz in Berlin bekannt, dass er Kohlendioxid bevorzuge und in einer Übergangszeit das alte Kältemittel R134a einsetzen wolle. Bei Tests eines Opel-Kompaktwagens hingegen habe sich R1234yf trotz Leckagen am Kühlsystem in der Nähe des heißen Abgaskrümmers nicht entzündet. Das Kraftfahrtbundesamt lässt in Tests bei verschiedenen Autotypen ermitteln, ob aus defekten Klimaanlagen austretendes R1234yf sich an heißen Teilen entzündet.

### SAE-Untersuchung
Die durch die Daimler-Tests neu angefachte Debatte über die Sicherheit von Tetrafluorpropen führte nicht dazu, dass Daimler mit seiner Auffassung allein und isoliert dasteht, wie der bedeutendste Verband von Automobilingenieuren, die SAE Ende 2012 herausstellte. Ein innerhalb der SAE eingesetztes Expertenteam (CRP-1234-4 Team) sollte die Vorbehalte neu untersuchen und Ende Februar 2013 vorläufig und im Sommer final dazu berichten. Wegen offenbar unüberwindlicher konträrer Auffassungen gaben sowohl Daimler als auch BMW und Audi Anfang Februar 2013 bekannt, die SAE-Expertengruppe vorzeitig zu verlassen.
Im April 2013 verkündete die SAE als Ergebnis von durchgeführten Untersuchungen, dass R1234yf für die Verwendung in Fahrzeugen sicher sei. Der von Daimler verwendete Test sei unrealistisch, da einige Faktoren eines realen Unfalls nicht beachtet worden seien. Der endgültige Bericht wurde im Juni 2013 veröffentlicht. Demnach sei das Risiko, dass ein Fahrzeuginsasse einem Brand aufgrund einer Entzündung von R1234yf ausgesetzt wird, fast sechs Größenordnungen geringer als das Risiko eines Fahrzeugbrands überhaupt.

### KBA-Untersuchung
Die nach den Tests von Daimler entstandene neue Sachlage zur Entzündbarkeit von R1234yf bei einem Unfall setzte durch die anschließende Weigerung, dieses Kältemittel zu füllen, auch die Bundesregierung unter Zugzwang. Die zuständige EU-Kommission forderte Nachweise für diese Behauptung. Sicherheitsrichtlinien für die Zulassung von Kraftfahrzeugen sind durch einen Produktsicherheitskodex des KBA reglementiert. Es galt, eine Entscheidung nach Abwägung der beiden Rechtsgüter Produktsicherheit und EU-Konformität zu treffen. Dazu hat das KBA den TÜV Rheinland unter Mitwirkung der BAM, der BASt und des UBA zur Durchführung weiterer Tests beauftragt.
Der zu dem Gutachten im August 2013 vorgelegte, vorläufige Zwischenbericht bestätigt R1234yf nach zwei durchgeführten Testprozeduren kein erhöhtes Risiko, welches unter Gesichtspunkten der Produktsicherheit Maßnahmen nach sich ziehen müsste.
Allerdings zeigten sich nach Durchführung eines erweiterten Szenarios sowohl Entzündung im Motorraum als auch Bildung von Fluorwasserstoff in erheblichen Konzentrationen. Da in beiden Fällen Gefährdungen von Rettern und Insassen nicht auszuschließen sind, empfiehlt das KBA eindringlich, weitere Untersuchungen durchzuführen. Ebenso sei eine regulierte künftige Sicherheitsbewertung von Fahrzeugklimatisierungen denkbar. Insgesamt werde die Sicherheit von Fahrzeugen mit R1234yf als Kältefüllung im Vergleich mit R-134a verschlechtert.
Am 7. März 2014 hat die Gemeinsame Forschungsstelle (GFS) der Europäischen Kommission die Ergebnisse ihrer wissenschaftlichen Studie zum Einsatz des Kältemittels R1234yf bzw. HFO-1234yf bekannt gegeben. Die Überprüfung der vom Kraftfahrtbundesamt (KBA) durchgeführten Tests ergab, dass keine Gefahr für den Einsatz in Kraftfahrzeugen besteht.

### Untersuchung der LMU München
Im Rahmen von Untersuchungen des Kältemittels R1234yf wurde am Institut für Anorganische Chemie der Ludwig-Maximilians-Universität München nachgewiesen, dass bei Verbrennung neben dem giftigen Fluorwasserstoff etwa 20 Prozent der Brandgase aus dem noch giftigeren Carbonylfluorid bestehen. Aus diesem Grund wurde von den Wissenschaftlern eine Neubewertung des Risikopotentials des Kältemittels angeregt.

### 2,3,3,3-Tetrafluorpropen in der Atmosphäre
Anfang 2015 wiesen die Schweizer Umweltchemiker der Empa Martin K. Vollmer, Stefan Reimann, Matthias Hill und Dominik Brunner in ersten Analysen an den Messstellen Jungfraujoch und Dübendorf nach, dass Verbindungen von Fluorolefinen (yf- und ze-Isomer sowie 1233zd) vor einigen Jahren gar nicht und mittlerweile mit signifikantem Anstieg in der Atmosphäre analytisch nachweisbar sind.

## Gesundheitsgefahren
2,3,3,3-Tetrafluorpropen wurde 2012 von der EU gemäß der Verordnung (EG) Nr. 1907/2006 (REACH) im Rahmen der Stoffbewertung in den fortlaufenden Aktionsplan der Gemeinschaft (CoRAP) aufgenommen. Hierbei werden die Auswirkungen des Stoffs auf die menschliche Gesundheit bzw. die Umwelt neu bewertet und ggf. Folgemaßnahmen eingeleitet. Ursächlich für die Aufnahme von 2,3,3,3-Tetrafluorpropen waren die Besorgnisse bezüglich Umweltexposition, hoher (aggregierter) Tonnage, anderer gefahrenbezogener Bedenken und weit verbreiteter Verwendung. Die Neubewertung fand ab 2012 statt und wurde von Deutschland durchgeführt. Anschließend wurde ein Abschlussbericht veröffentlicht. Beim Abbau von 2,3,3,3-Tetrafluorpropen in der Atmosphäre entsteht Trifluoressigsäure, die als atmosphärisches Abbauprodukt von fast allen synthetischen Kältemitteln der vierten Generation, die auch Hydrofluorolefine (HFO) genannt werden, entsteht. Einmal entstanden, ist sie in der Umwelt praktisch nicht mehr abbaubar (persistent). Im Brandfall entsteht Fluorwasserstoff (HF) das mit Wasser zur giftigen und ätzenden Flusssäure reagiert.